# Saalkirche

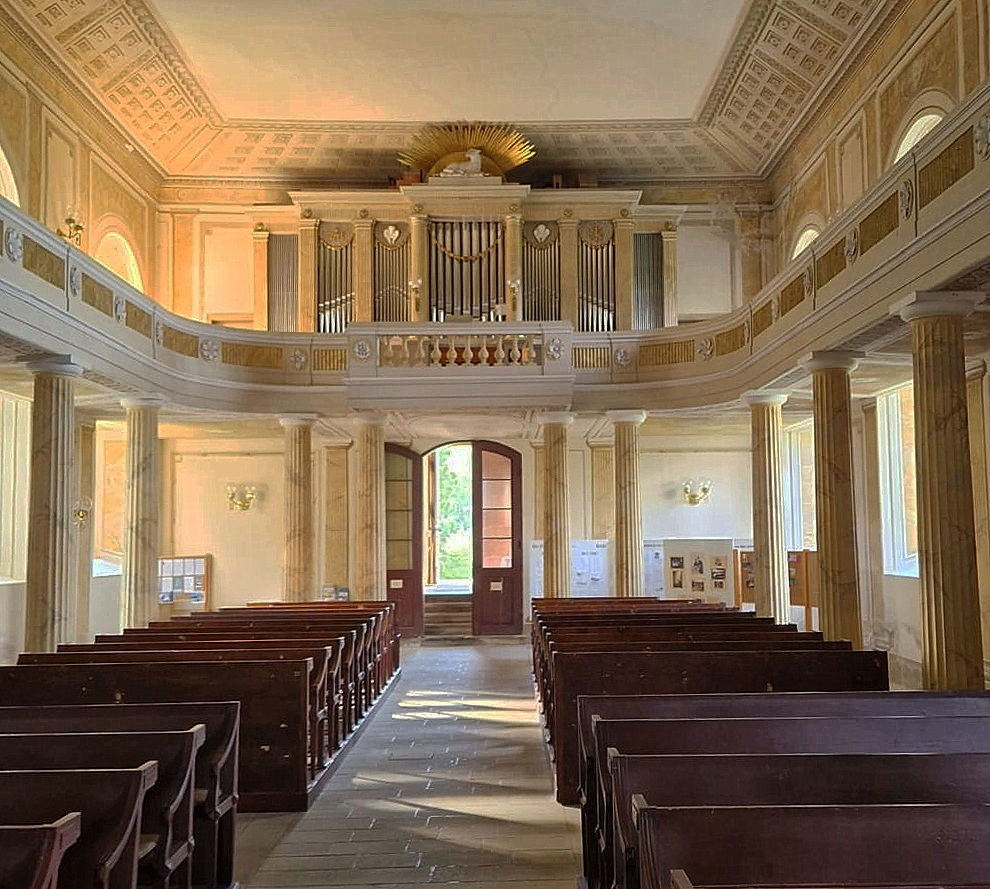
St. Mauritius in Wolkenburg/Mulde, Lkr. Zwickau, klassizistische Saalkirche mit Empore auf Emporenpfeilern

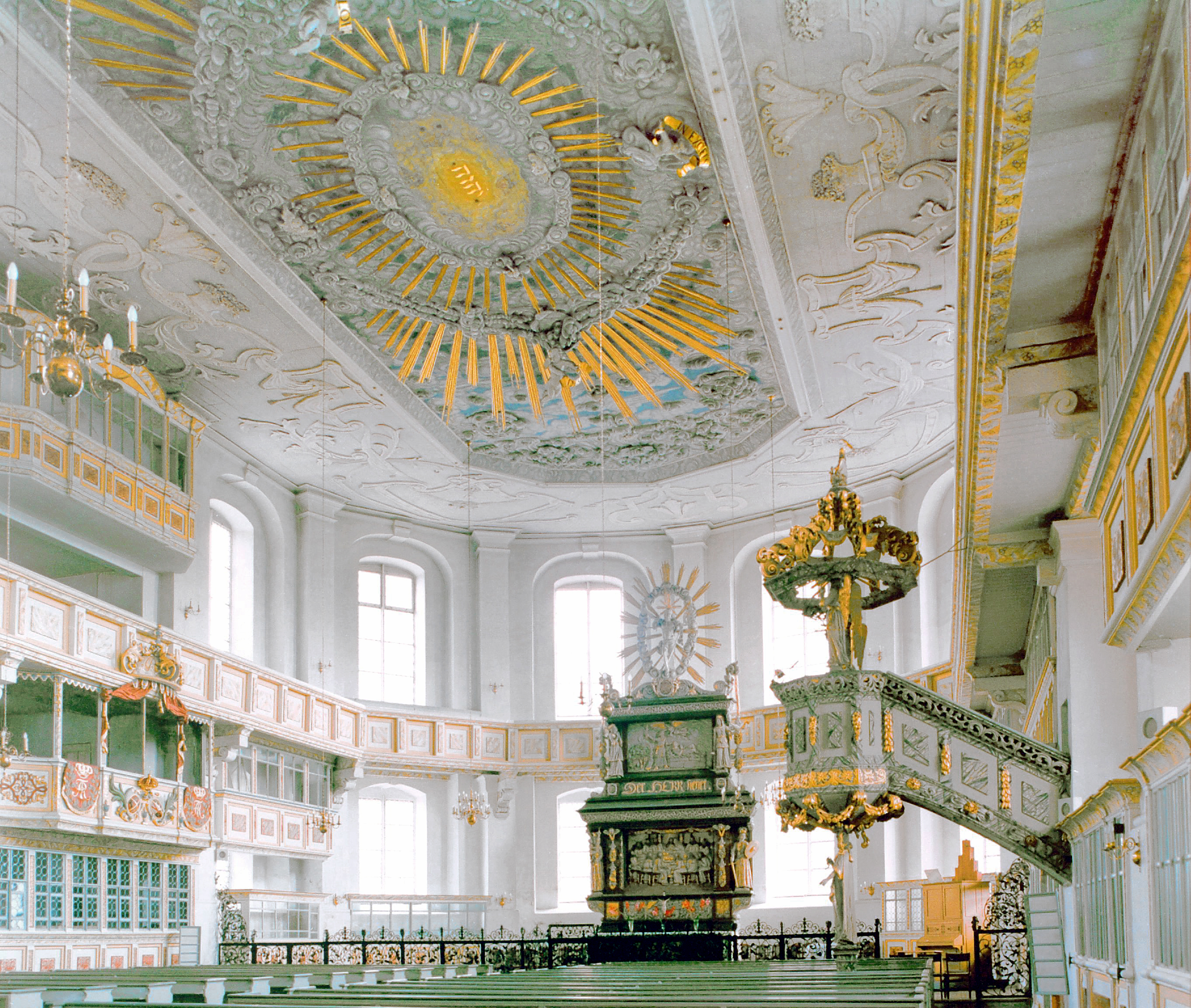
Georgenkirche in Schwarzenberg Erzgeb., barocke Saalkirche mit Emporen ohne Emporenpfeiler

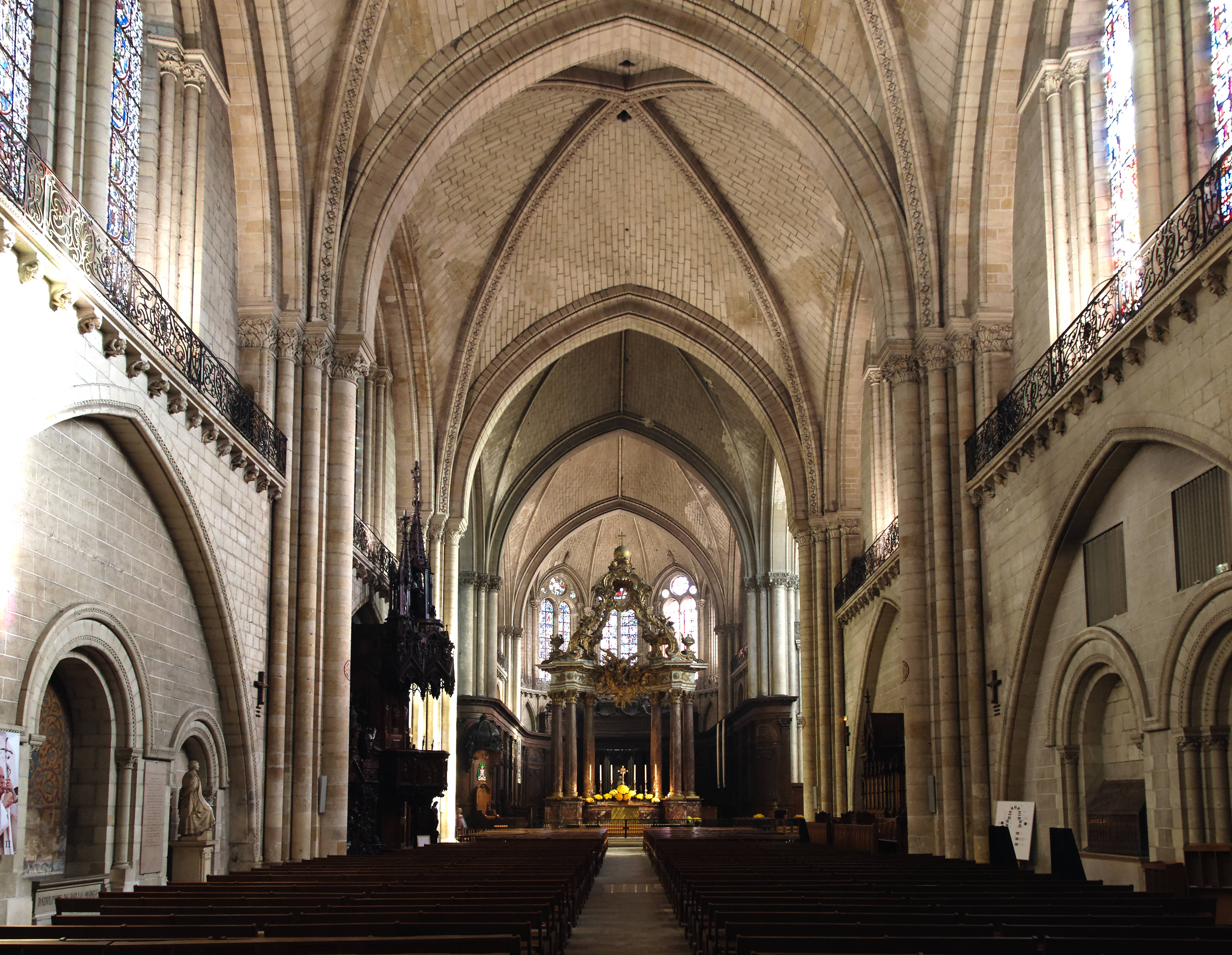
Kathedrale von Angers, Spätromanik und Angevinische Gotik

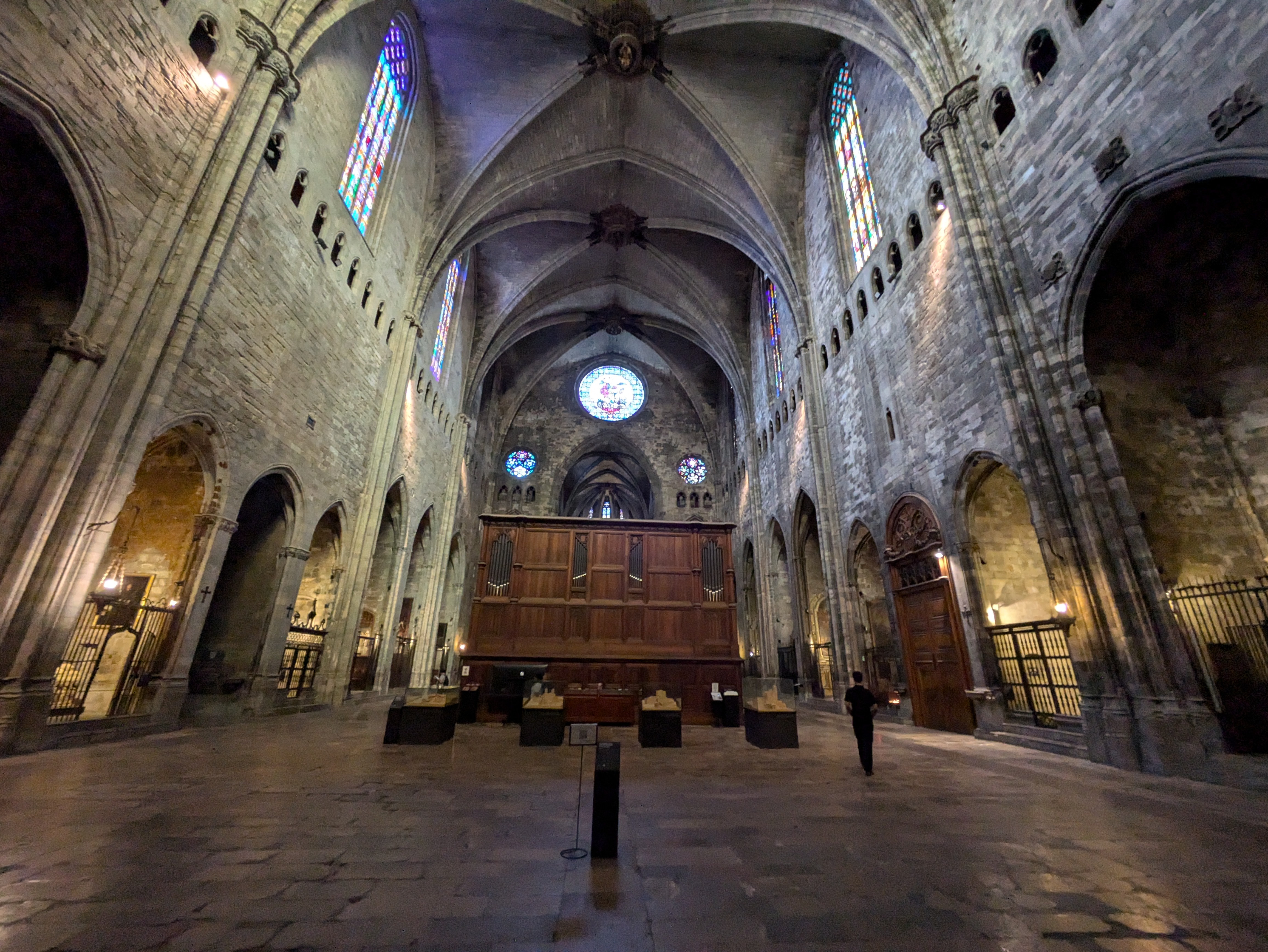
Kathedrale von Girona, Gewölbeschlüsse 1450–1606, 23 m breites Schiff zwischen Abseiten

Eine Saalkirche ist eine in der Regel (aber nicht notwendigerweise) kleinere Kirche oder Kapelle, „deren Innenraum ein (...) nicht durch Stützen unterteilter Saal ist.“

## Definitorische Probleme
Die Begriffsdefinition einer Saalkirche nach Hans Koepf und Günther Binding durch ihre Stützenfreiheit wird ausdrücklich durch die Ausnahme von Emporenpfeilern eingeschränkt. Die Anwendung dieser Definition hängt von der Interpretation des Begriffs ‚Emporenpfeiler‘ ab.
Viele Emporenkirchen, auch solche mit mehreren Emporen übereinander, haben trotzdem eine freitragende Deckenkonstruktion von einer Seitenwand zu anderen, weil die Emporenpfeiler unter der (obersten) Empore enden. Daher sind sie Saalkirchen in der Sonderform der Emporensäle. Bei anderen Kirchen (oft mit durchaus gleichartiger Emporengestaltung) reichen die Stützen über die oberste Empore hinaus und stützen die Raumdecke. Solche Kirchen sind als Emporenhalle zu bezeichnen. Auch Wilfried Koch beschreibt die Emporenhalle, u. a. anhand von romanischen Beispielen.
Mittelstützen bilden weder bei Wilfried Koch noch in den zitierten Werken von Hans Koepf und Günther Binding eine Ausnahme, die der Bezeichnung ‚Saalkirche‘ nicht entgegenstehe. Vielmehr verweist Binding auf profane Holzbauten als Vorbilder gewölbter zweischiffiger Hallen.
Das Verständnis der wissenschaftlichen Definition ist dadurch erschwert, dass umgangssprachlich eine Halle größer ist als ein Saal: Gleishalle und Empfangshalle eines Bahnhofs können freitragende Decken haben, also wissenschaftlich betrachtet Säle sein. Der Wartesaal eines Bahnhofs kann eine von Pfeilern getragene Decke haben, wissenschaftlich betrachtet also eine Halle sein.

## Grundrisse
Der Grundriss einer Saalkirche kann, muss aber nicht rechteckig sein, auch ein Querschiff ist möglich. Bei einem großen Teil der heutigen wie auch der archäologisch nachgewiesenen Saalkirchen ist der Altarraum leicht eingezogen, also etwas schmaler als der Gemeindesaal. Auch ein polygonaler, ein kreisrunder und ein ovaler Kirchenraum ohne freistehende Stützen ist eine Saalkirche. Je schmaler und länger der Innenraum ist, desto eher spricht man von einer einschiffigen Kirche. Kirchen ohne Säulen und Pfeiler, aber mit kreuzförmigem Grundriss werden sowohl als „kreuzförmige Saalkirchen“ wie auch als „einschiffige Kreuzkirchen“ bezeichnet.
Für den Fall der mittelalterlichen Dorfkirchen hat der Kunsthistoriker Erich Bachmann eine Saalkirchen-Typologie mit vier verschiedenen Grundrissen entwickelt, unter denen die rechteckige Saalkirche ohne ausgeschiedenes Altarhaus (Rechtecksaal) der einfachste und der dem Profanbau ähnlichste ist. An der Ostseite erweiterte Grundrisstypen hat Bachmann Apsissaal, Chorquadratkirche und Vollständige Anlage genannt.

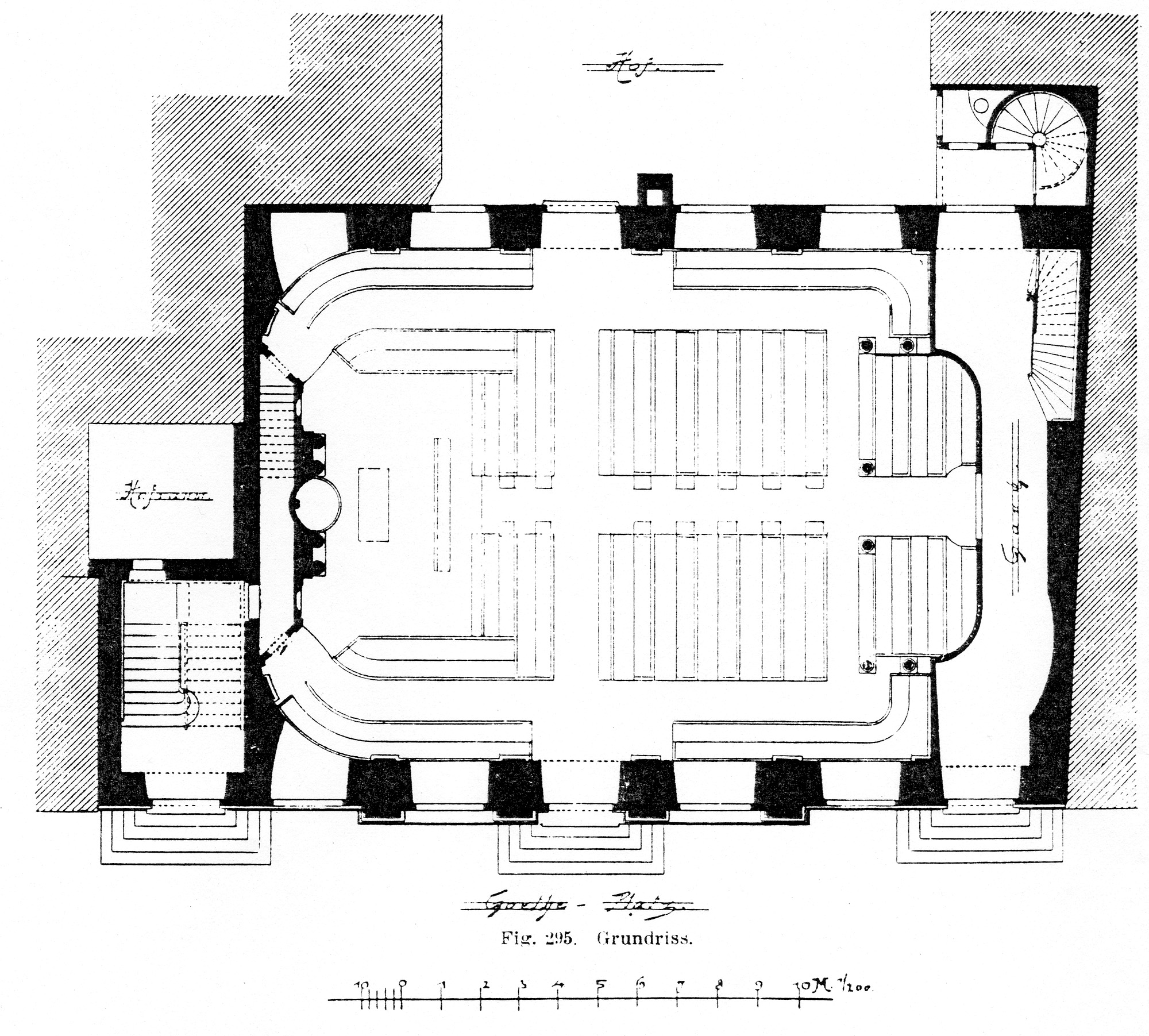
Französisch-reformierte Kirche in Frankfurt (M.)
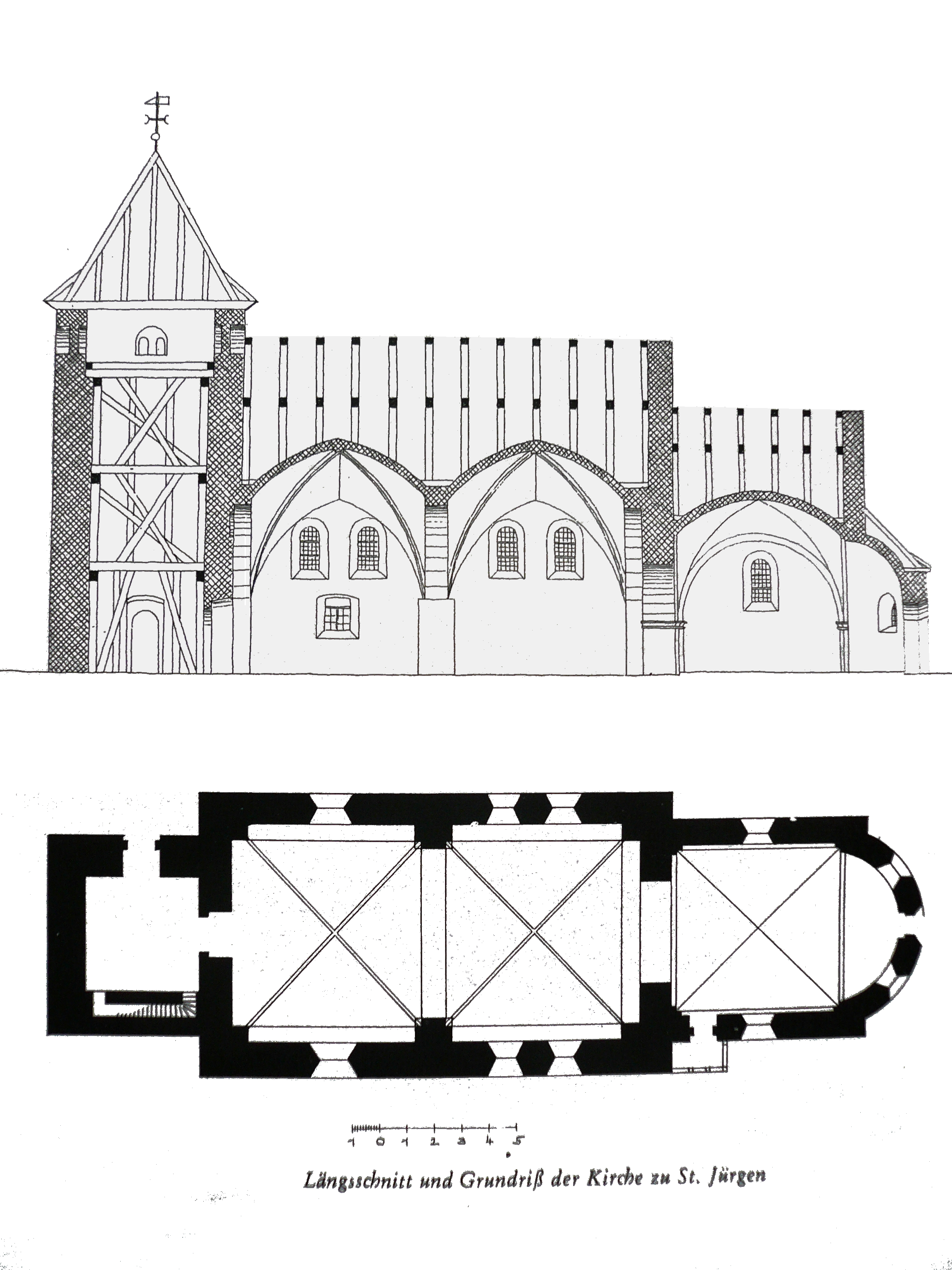
St.-Jürgens-Kirche bei Lilienthal, um 1190, Saalkirche mit Gewölbejochen
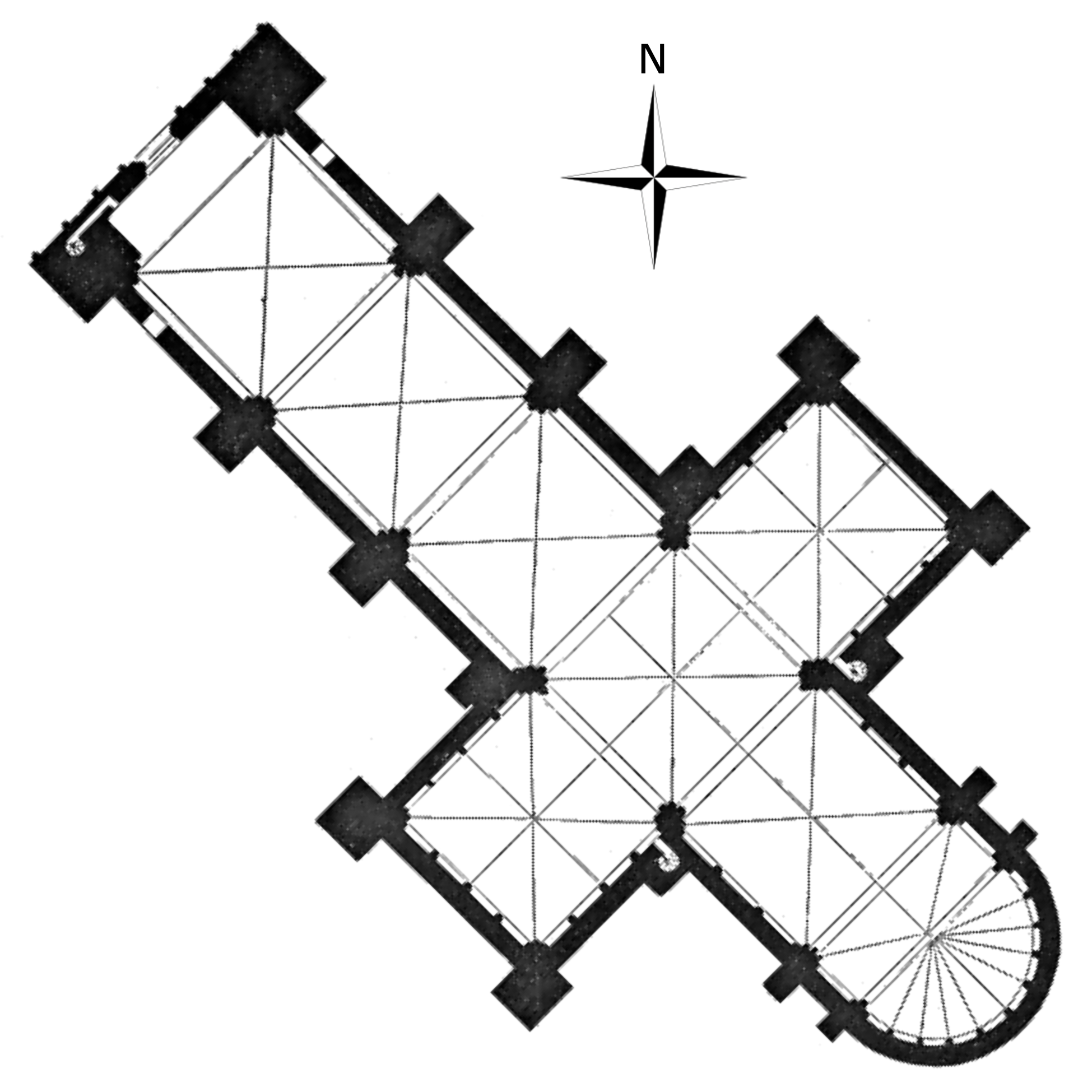
Kathedrale von Angers, Spätromanik und Angevinische Gotik, Gewölbejoche und kreuzförmiger Grundriss
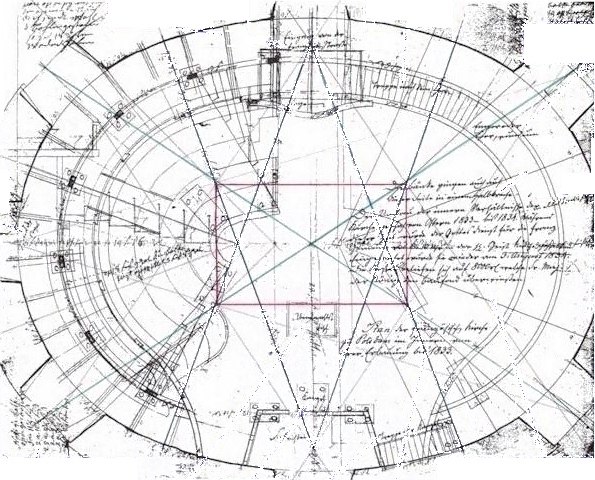
Französische Kirche in Potsdam, Saalkirche und Zentralbau

## Decken
Saalkirchen können eine Holzdecke oder ein zum Kirchenraum hin offenes Dachwerk haben. Sie können auch gewölbt sein, wobei Tonnengewölbe und Kreuzgewölbe zum Einsatz kommen können. Das Rippengewölbe der gotischen Kathedrale von Girona ist mit 23 m das weitest gespannte Saalkirchengewölbe der Welt.

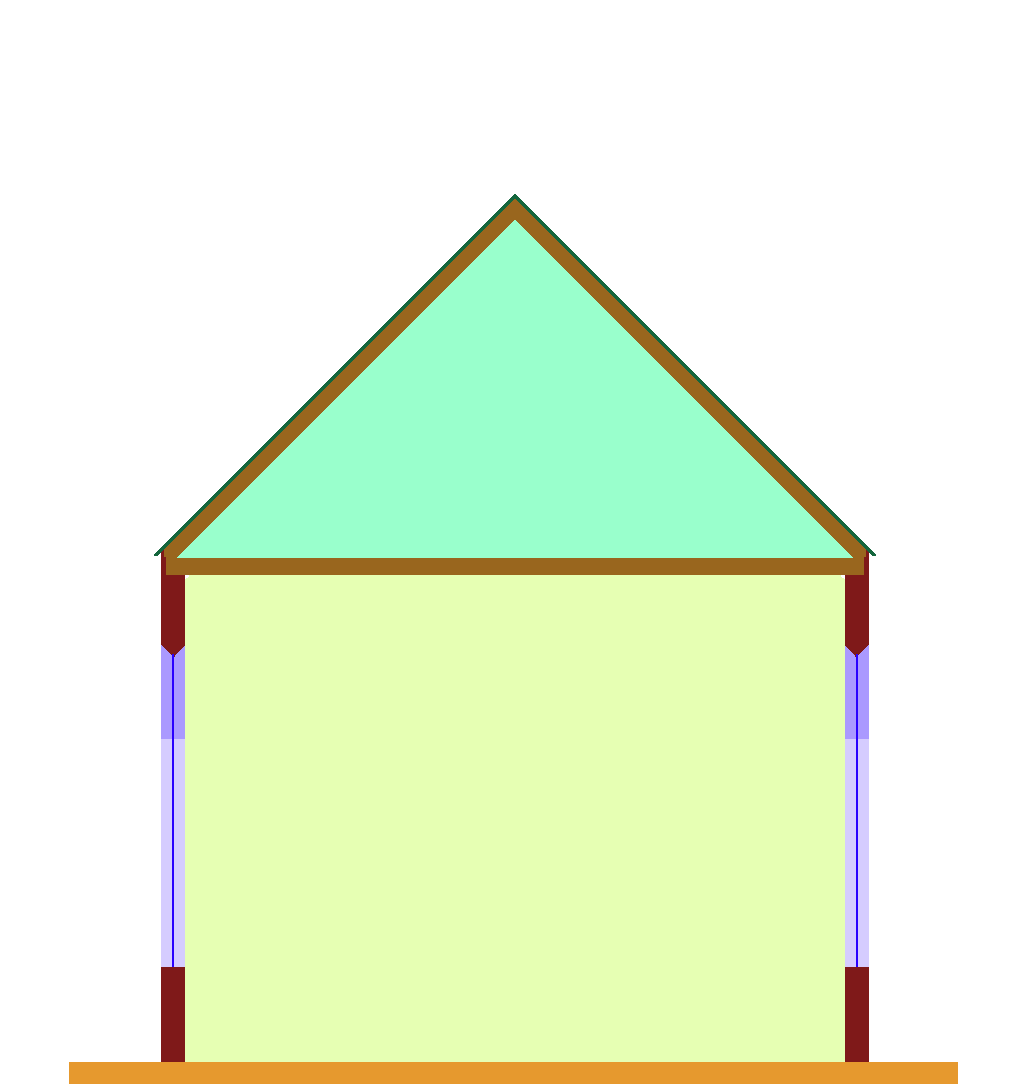
Einfache Saalkirche mit flacher Holzdecke
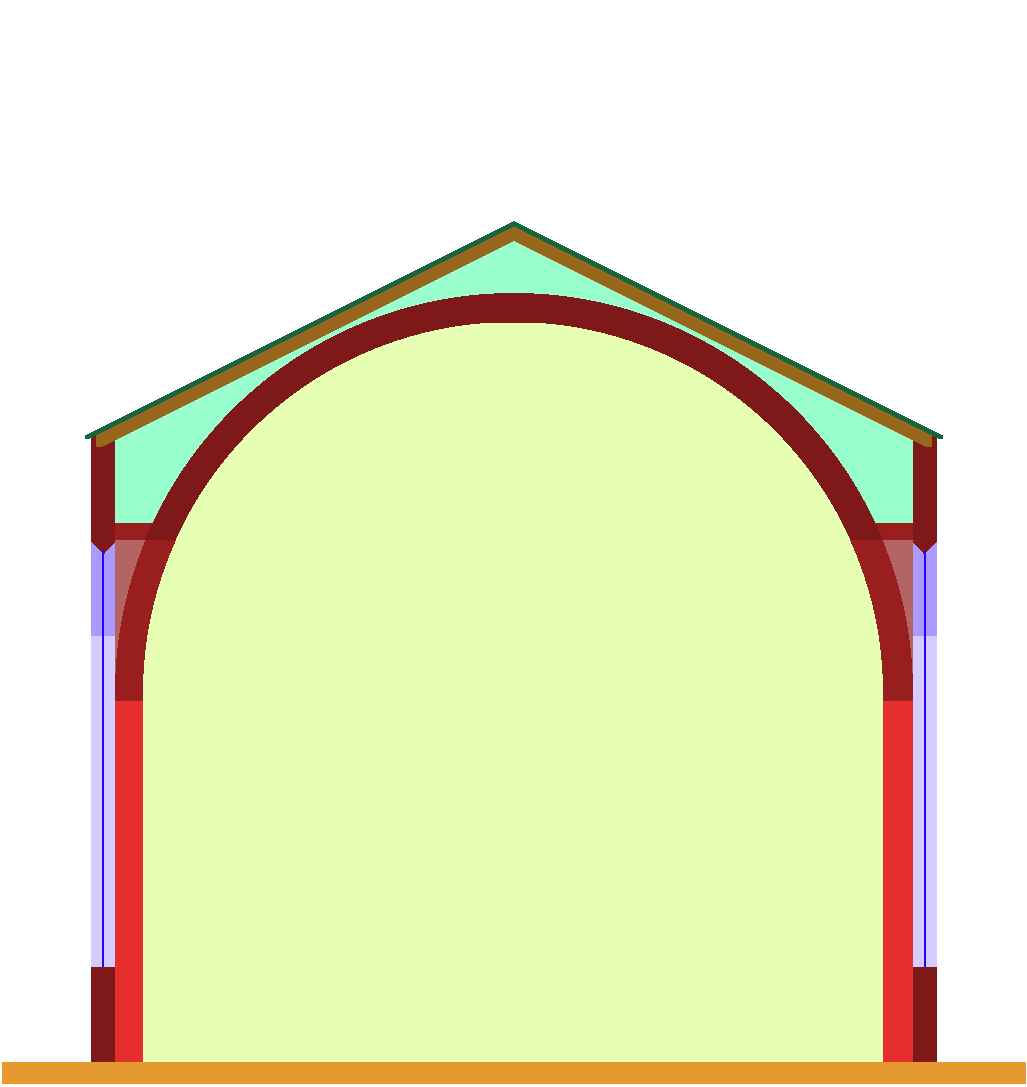
Saalkirche mit Tonnengewölbe und wandständigen Pilastern
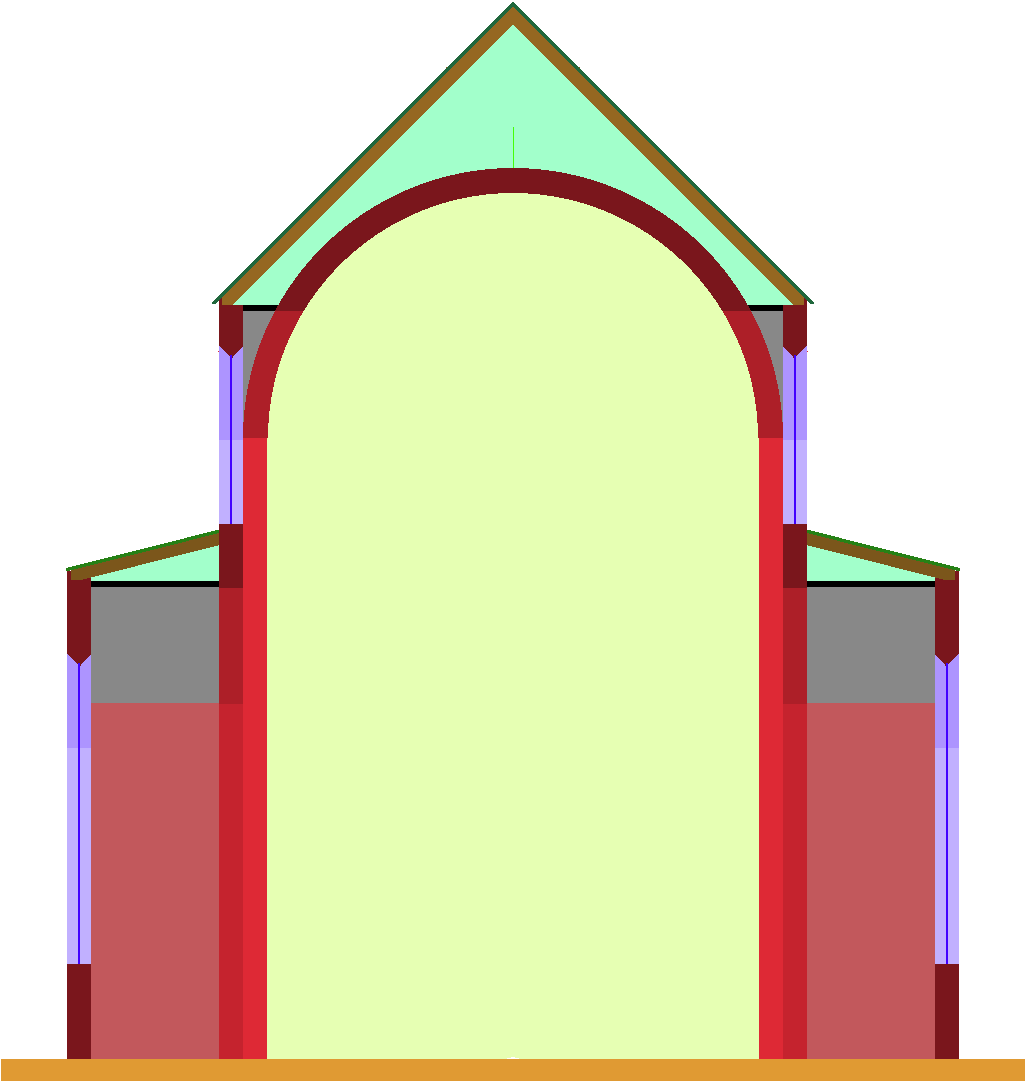
Abseitensaal mit Obergaden über den Seitenkapellen

## Geschichte
Vielerorts waren die ersten, heute oft nur noch archäologisch nachweisbaren, Kirchen Saalkirchen (siehe z. B. die karolingischen Dreiapsidenkirchen). Für lange Zeit waren dem Bau von Kirchen mit Raumbreiten, die ohne Stützen überdacht werden konnten, enge Grenzen gesetzt. Daher wurden viele ältere Saalkirchen bei Zunahme der Bevölkerung im Kirchspiel durch mehrschiffige Kirchen ersetzt, oder zu solchen Kirchen ausgebaut. In manchen Orten ersetzte man dann einfach eine Außenwand durch eine Arkade und baute ein zusätzliches neues Kirchenschiff. Damit entstand dann als neue Kirche eine zweischiffige Kirche.
Mit der Entwicklung neuer Techniken und besserer Baustoffe konnten nach der Spätgotik aber auch größere Räume überspannt werden. Außerdem wurde im Verlauf der Reformation die christliche Bescheidenheit wiederentdeckt. Daher wurden etliche im Dreißigjährigen Krieg oder z. B. im Pfälzischen Erbfolgekrieg zerstörten Hallenkirchen und Pseudobasiliken als Saalkirchen neu wiederaufgebaut. Dabei wurde die äußere Erscheinung des Kirchenschiffs oft kaum verändert. Hinzu kam, dass Säulen in der Kirche unbeliebt wurden, weil sie die Sicht auf den Altar verstellten und außerdem wollte man sich in der beginnenden neuen Zeit von der bisher vorherrschenden Gotik absetzen. Daher hatte ein sehr großer Anteil der in dieser Zeit entstehenden Kirchen-Neubauten die Form einer Saalkirche.
Im Historismus wurden wieder einige Hallenkirchen und Basiliken gebaut. Von den zahlreichen im Zweiten Weltkrieg zerstörten mehrschiffigen Kirchen wurden wiederum einige beim Wiederaufbau zu Saalkirchen umgebaut.

## Besondere Formen

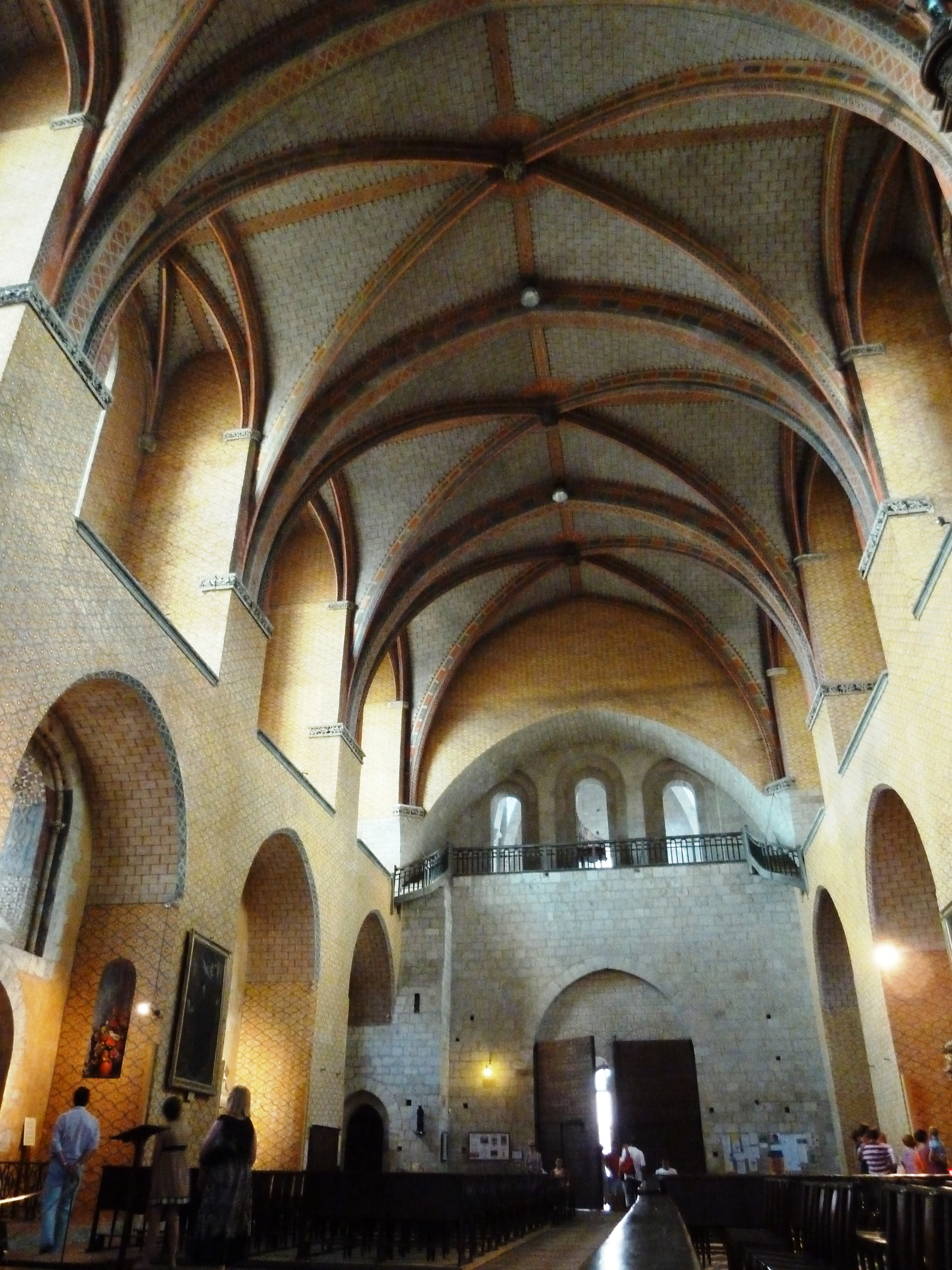
Abteikirche Moissac, spätes 11. Jh. romanisch, spätes 12. Jh. abgebrannt, 13.–15. Jh. gotischer Wiederaufbau mit zweigeschossigen Abseiten

### Wandpfeilerkirche und Abseitensaal
Um die seitlichen Kräfte abzufangen, die bei der Überwölbung breiter Räume auftreten, verwendete man in der Renaissance und im Barock vorzugsweise Wandverstärkungen auf der Innenseite der Außenmauern. Stehen diese Wandverstärkungen nur wenig vor, so spricht man von einer Wandpfeilerkirche. Auch einige Hallenkirchen sind Wandpfeilerkirchen, so die Frauenkirche in München. Stehen die Mauerrippen weiter vor, so entstehen Nischen, die man als Abseiten bezeichnet. Bei katholischen Bauten waren diese Abseiten zur Einrichtung von Kapellen beliebt. Daher wurden Abseitensäle vor allem in katholischen Kirchen errichtet. Diese Nischen können bis zur Saaldecke reichen, aber auch so niedrig enden, dass sich darüber auf die Vorderenden der Trennwände ein Obergaden mit Fenstern stützt. So ähnelt der Raumeindruck dem einer Basilika, obwohl es keine Seitenschiffe gibt.

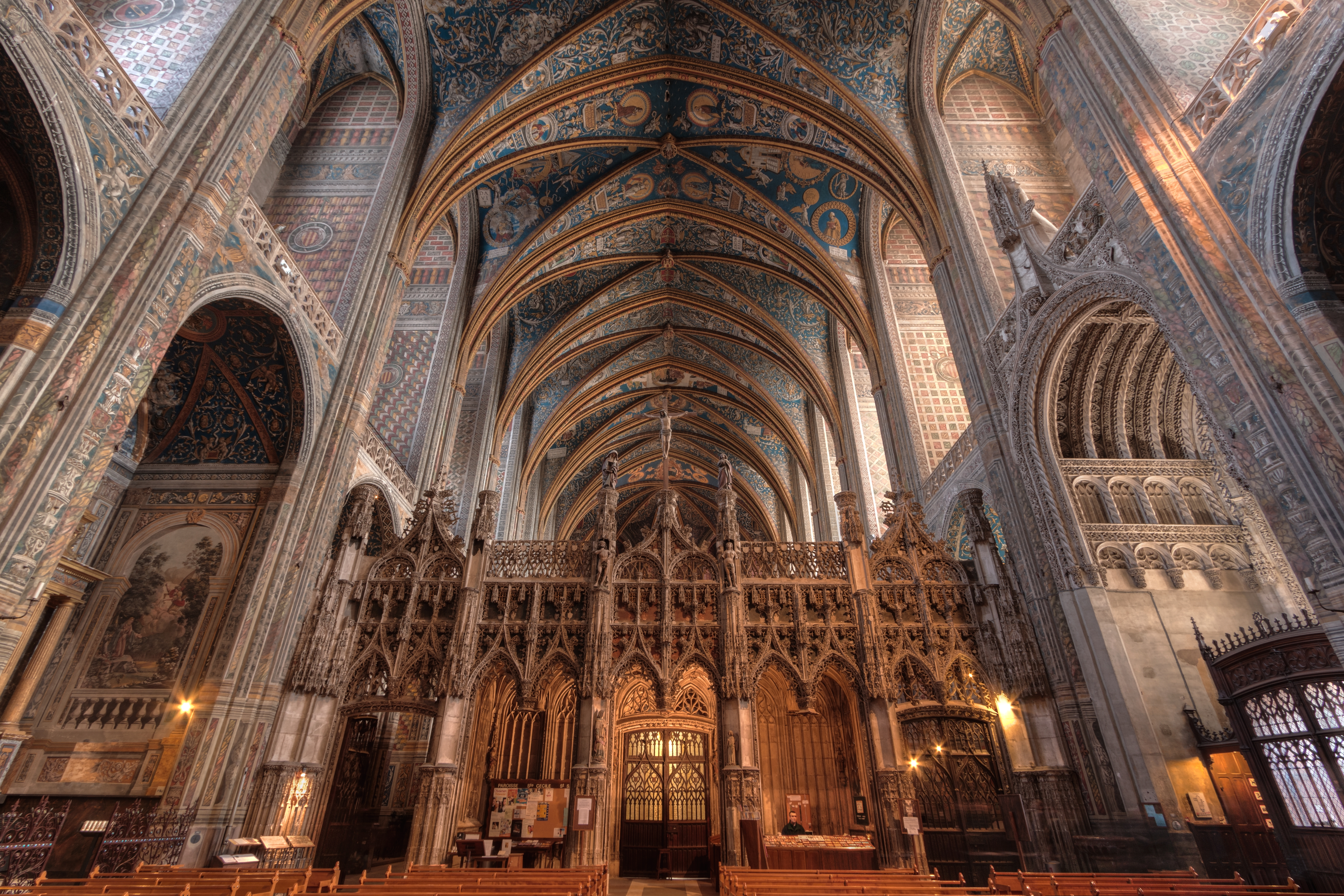
Kathedrale von Albi, Abseitensaal
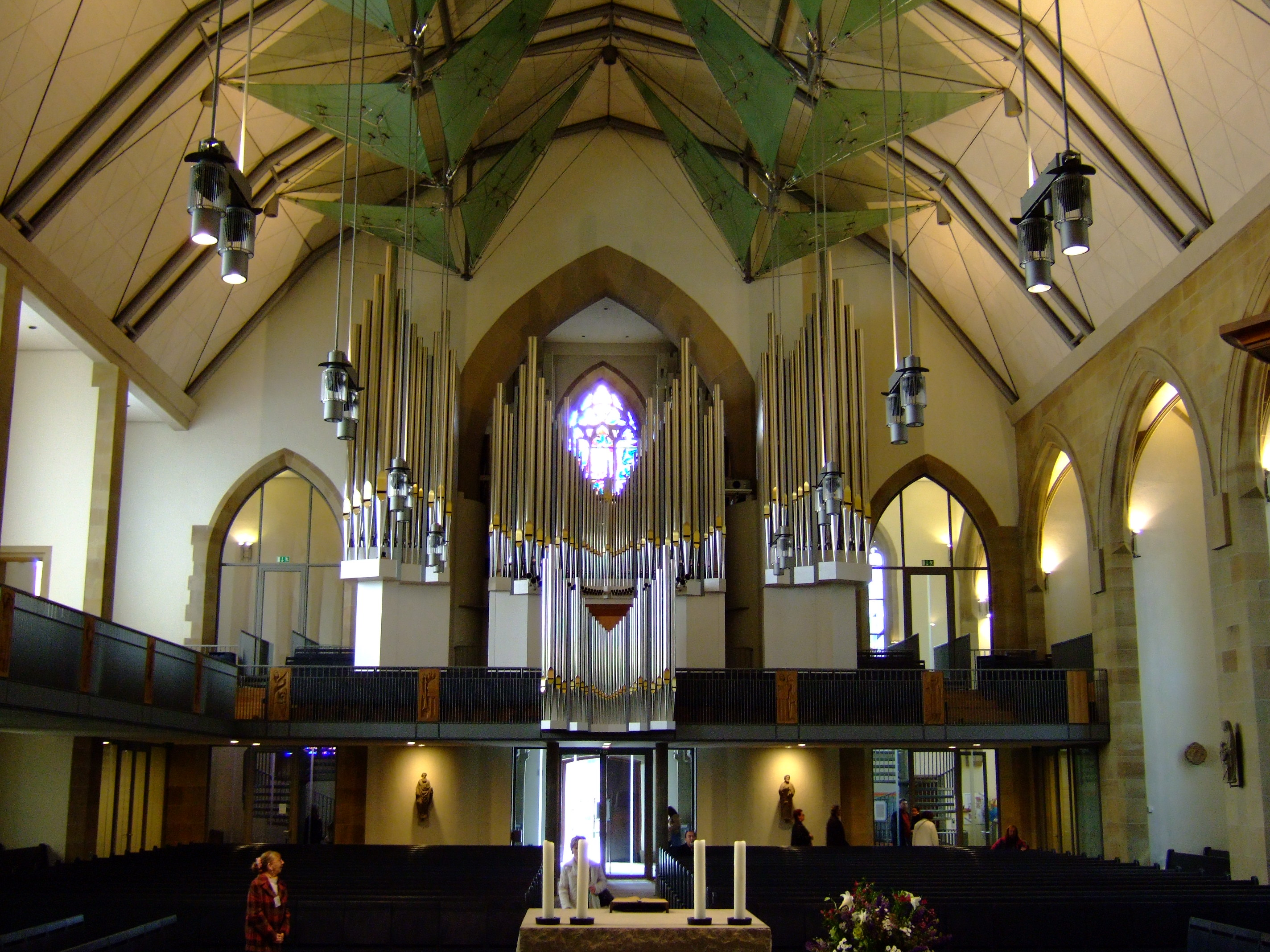
Stiftskirche in Stuttgart, früher Hallenkirche, jetzt Abseitensaal

### Querschiffige Kirchen

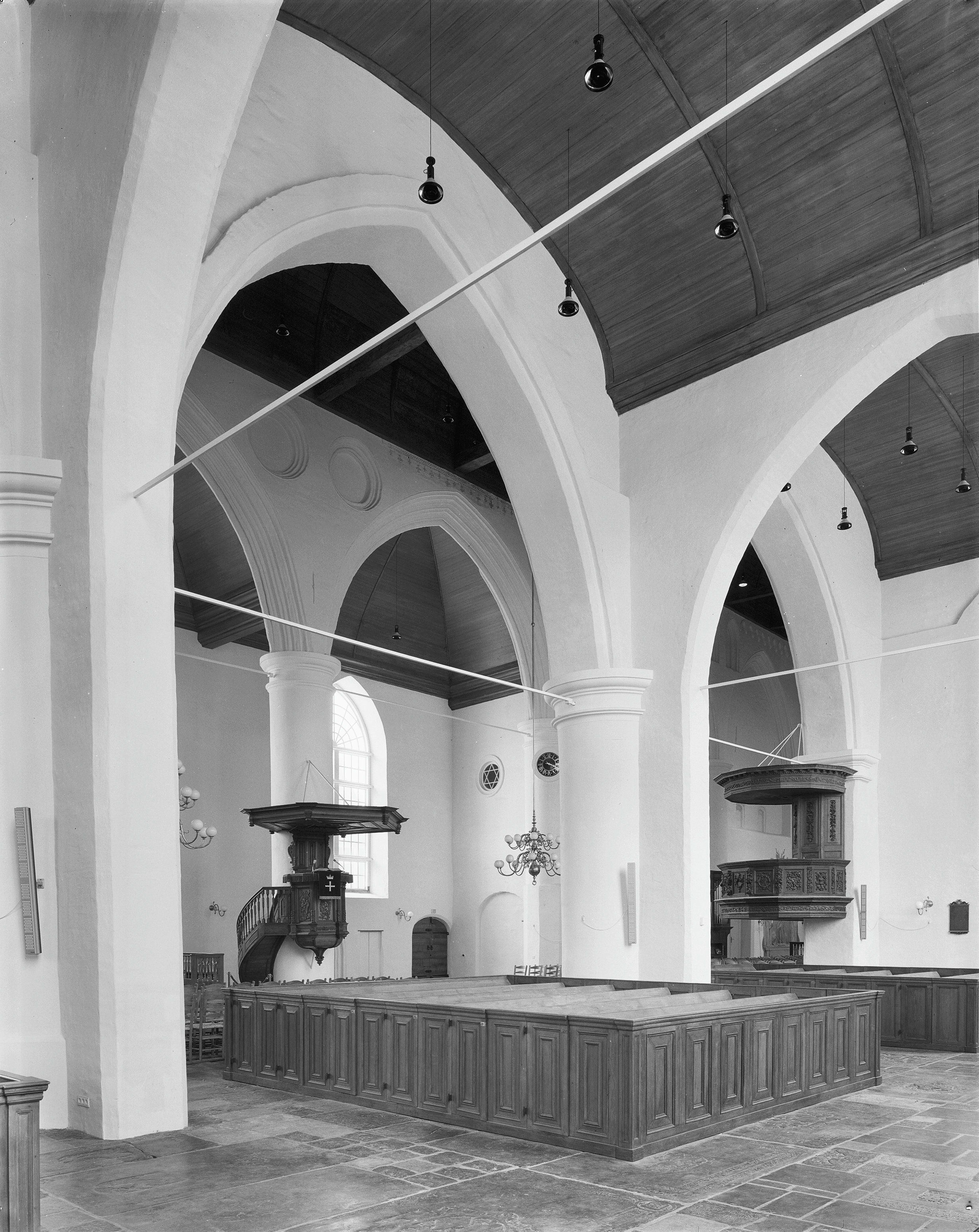
Grote Kerk in Leeuwarden: Hallenkirche als Querkirche

Wie die meisten anderen Kirchen sind auch die meisten Saalkirchen der Länge nach ausgerichtet, Altar und Chor befinden sich an einer der schmaleren Seiten und sind im Mittelalter üblicherweise nach Osten ausgerichtet (geostet). Seit der Reformation gibt es unter den Predigtkirchen auch querschiffige Kirchen, kurz Querkirchen, deren Kanzel und vermehrt dann auch der Altarbereich die Längsseite einnimmt. Mehrere aber durchaus nicht alle Querkirchen haben freitragende Decken und sind somit Saalkirchen.

## Saalkirchen (Auswahl)
Da viele berühmte Kirchen mehrschiffig sind, geht in der kunstgeschichtlichen Wahrnehmung leicht unter, dass die einschiffigen Kirchen, also Saalkirchen, mit Abstand zahlreicher sind als jede mehrschiffige Bauform.

### Deutschland

#### Baden-Württemberg
- Providenzkirche in Heidelberg
- Stiftskirche in Stuttgart, bis zum Zweiten Weltkrieg eine gotische Staffelhalle, seit dem Wiederaufbau ein Abseitensaal, jedoch ohne Obergaden.

#### Bayern

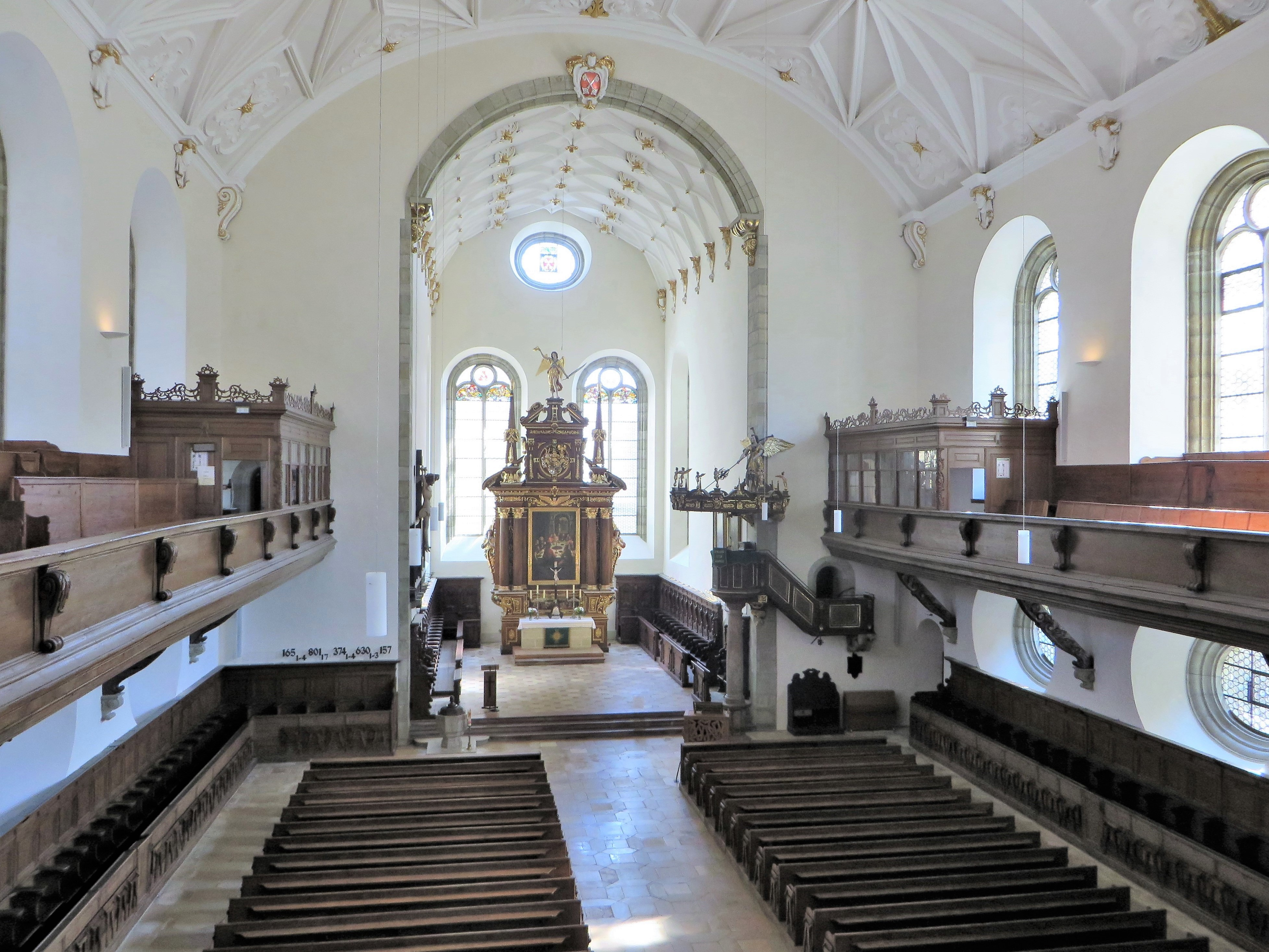
Dreieinigkeitskirche in Regensburg

- Dreieinigkeitskirche in Regensburg, 1627–1633, Renaissance.

#### Berlin
- St. Joseph in Berlin-Siemensstadt, 1934/35, Heimatschutzstil

#### Brandenburg
- Französische Kirche in Potsdam, 1752/53, ovaler Grundriss, Altarbereich ist die leere Mitte
- Heilandskirche am Port von Sacrow bei Potsdam, welche durch den umlaufenden Gang jedoch von außen den Eindruck einer Basilika vermittelt

#### Hessen

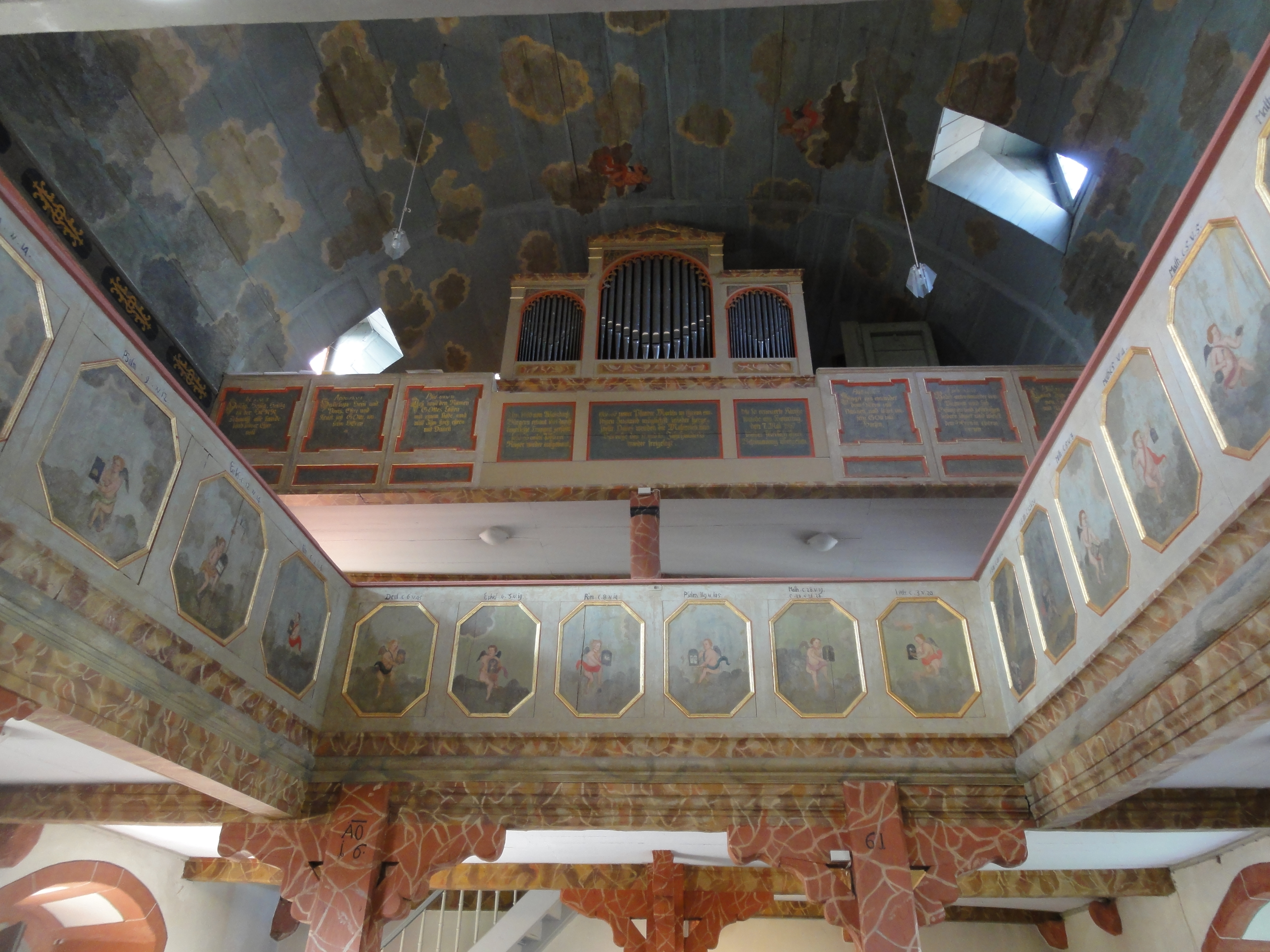
Christuskirche Walsdorf, Idstein: Tonnengewölbe über Emporen hinweg

- Johanniskirche in Frankfurt-Bornheim, Barock
- Christuskirche in Gieselwerder an der Weser: klassizistischer Fachwerkbau
- Alte Pfarrkirche in Michelbach, Aarbergen, Rheingau-Taunus-Kreis, romanisch
- Evangelische Christuskirche in Walsdorf, Idstein, Rheingau-Taunus-Kreis: um 1440 gotisch, Schiff 1652–1663 nachgotisch erneuert, tonnengewölbter Emporensaal
- Schlosskirche in Ziegenhain, Schwalmstadt, Nordhessen, 1665–1667, klassizistisch, eine umlaufende Empore, Spitzbogenfenster

#### Mecklenburg-Vorpommern

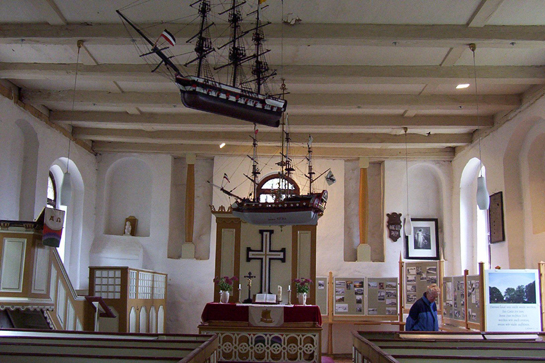
Dorfkirche Garz, Insel Usedom

- Dorfkirche Garz, Insel Usedom, 13. Jh., gotisch, Feldsteinbau mit Blendengiebel und Mauerecken aus Backstein
- Stadtkirche in Goldberg, spätes 13. Jh., 1643 Brand, Wiederaufbau bis 1650, flache Holzdecke, zweigeschossige Emporen auf Stützen
- Hofkirche von Ludwigslust, 1765–1767, klassizistisch, Tonnengewölbe, durch wandständige Kolonnaden Grenzfall zur Wandpfeilerkirche und zur Hallenkirche
- Dorfkirche in Stäbelow, 1366, gotisch, Kreuzrippengewölbe von zwei Jochen
- Heiligen-Geist-Hospitakirche, Wismar, bemalte Balkendecke, alte Stabilisierung durch hölzerne Zuganker

#### Niedersachsen
- Jakobikirche in Hildesheim, außen gotisch, innen heute Flachdecke, vor dem 2. WK barocke Spiegeldecke[6]
- Seminarkirche in Hildesheim.

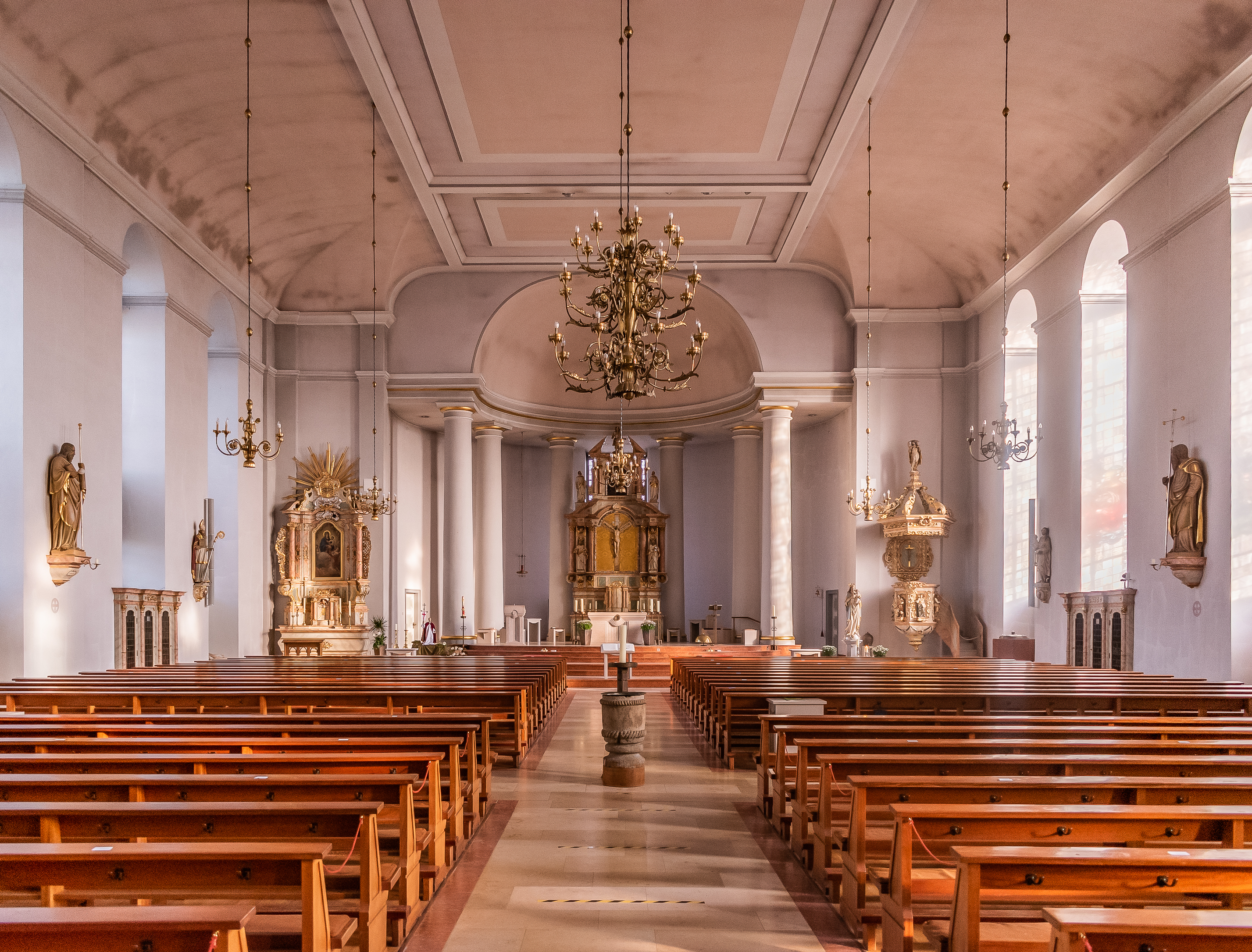
Pfarrkirche St. Vitus in Löningen

- Pfarrkirche St. Vitus in Löningen, Landkreis Cloppenburg, 1809–1813, klassizistisch, größte Saalkirche Deutschlands
- St.-Jakobi-Kirche (Peine)

Friesische Gebiete:
- Eilsumer Kirche, Krummhörn, erste Hälfte 13. Jh., romanogotischer Backsteinbau, domikale Rippengewölbe, kreuzgratgewölbter Chor, Apsis im einzigen Chorturm Frieslands.[7]
- St.-Martin-Kirche Tettens, Wangerland, ab Mitte 13. Jh., Granitquaderkirche, obwohl nördlich des Geestgebietes von Upjever in der Küstenmarsch gelegen, innen flach gedeckt.[8]
- St.-Bartholomäus-Kirche (Golzwarden), Stadland am linken Ufer der Unterweser, 13. Jh., spätromanisch, flache Holzbalkendecke, über den Fenstern spitzbogige Schildbögen für eine nie ausgeführte Einwölbung.[7]

#### Nordrhein-Westfalen
Nordrhein:

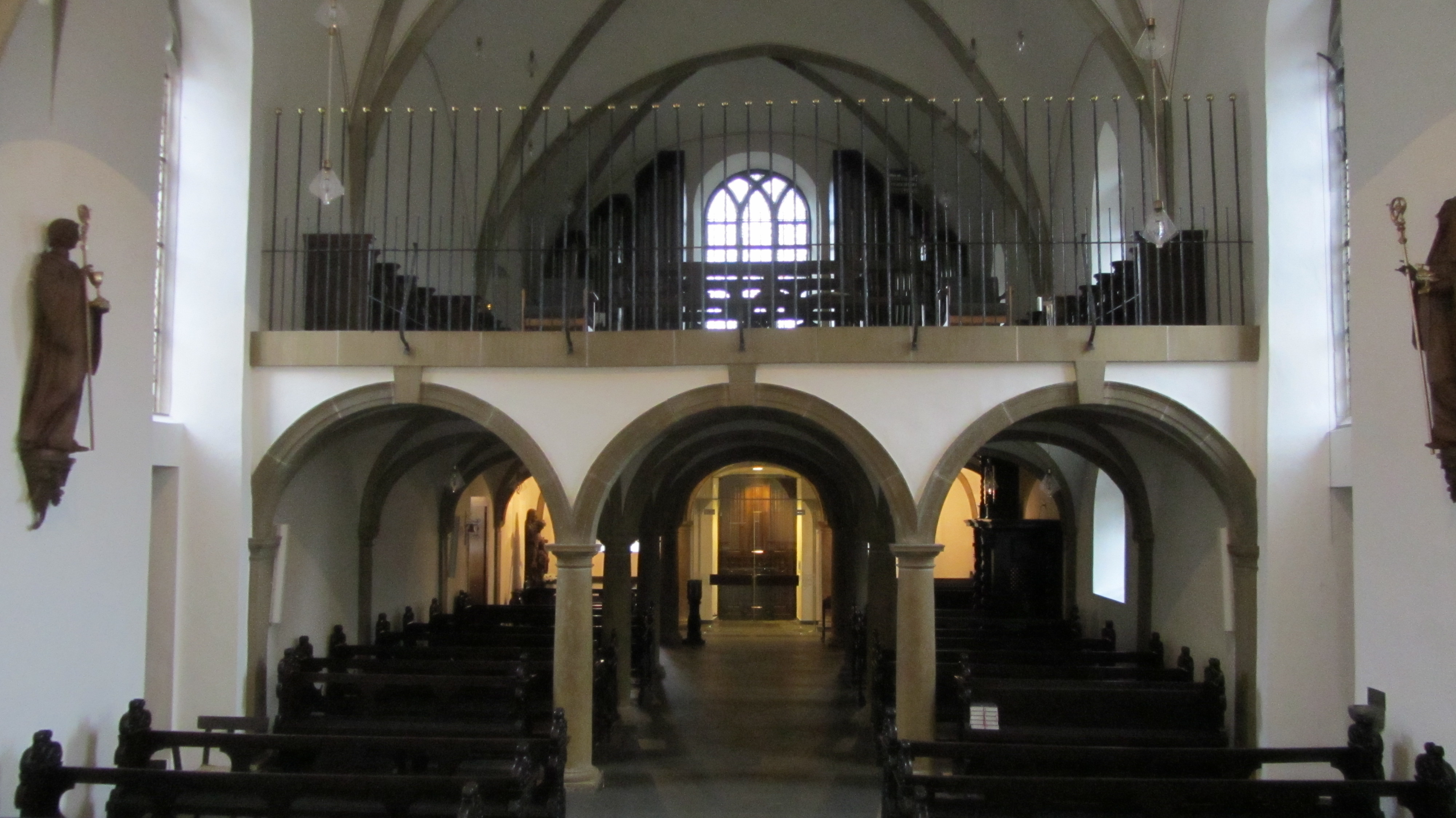
Klosterkirche Vinnenberg, Langhaus einschiffig, Unterbau der Nonnenempore dreischiffig

- Stiftskirche (Gaesdonck), Goch, Kreis Kleve, 1437 geweiht, große einschiffige Backsteinkirche
- St. Maurinus in Leverkusen-Lützenkirchen, 1844–1847, neugotischer Backsteinbau, Rippengewölbe

Münsterland:
- Klosterkirche Vinnenberg, bei Warendorf, 1256 Zisterzienserinnenkloster, 1465 in Benediktinerinnenkloster umgewandelt

Siegerland:
- Kath. St. Johannes Evangelist Kirche in Gernsdorf, Wilnsdorf, 1946–1949, Heimatschutzstil mit Neugotik, angedeutete Wandpfeiler
- Ev. reform. Kirche Freudenberg in Freudenberg, flachgedeckter Emporensaal, erbaut 1602–1606, Wiederhergestellt 1666–1675

Ostwestfalen:
- St. Johannes Baptist in Beverungen an der Weser, Kreis Höxter, nach Schäden der Vorgängerin im 30-Jährigen Krieg 1682–1698, zwischen Renaissance und schlichtem Barock, vier Joche, Kreuzrippengewölbe
- Peterskirche in Bielefeld-Kirchdornberg, Turm 11. und 13. Jh., dreijochiges Schiff mit Rechteckschluss und Kreuzrippengewölben 14. Jh.

#### Rheinland-Pfalz

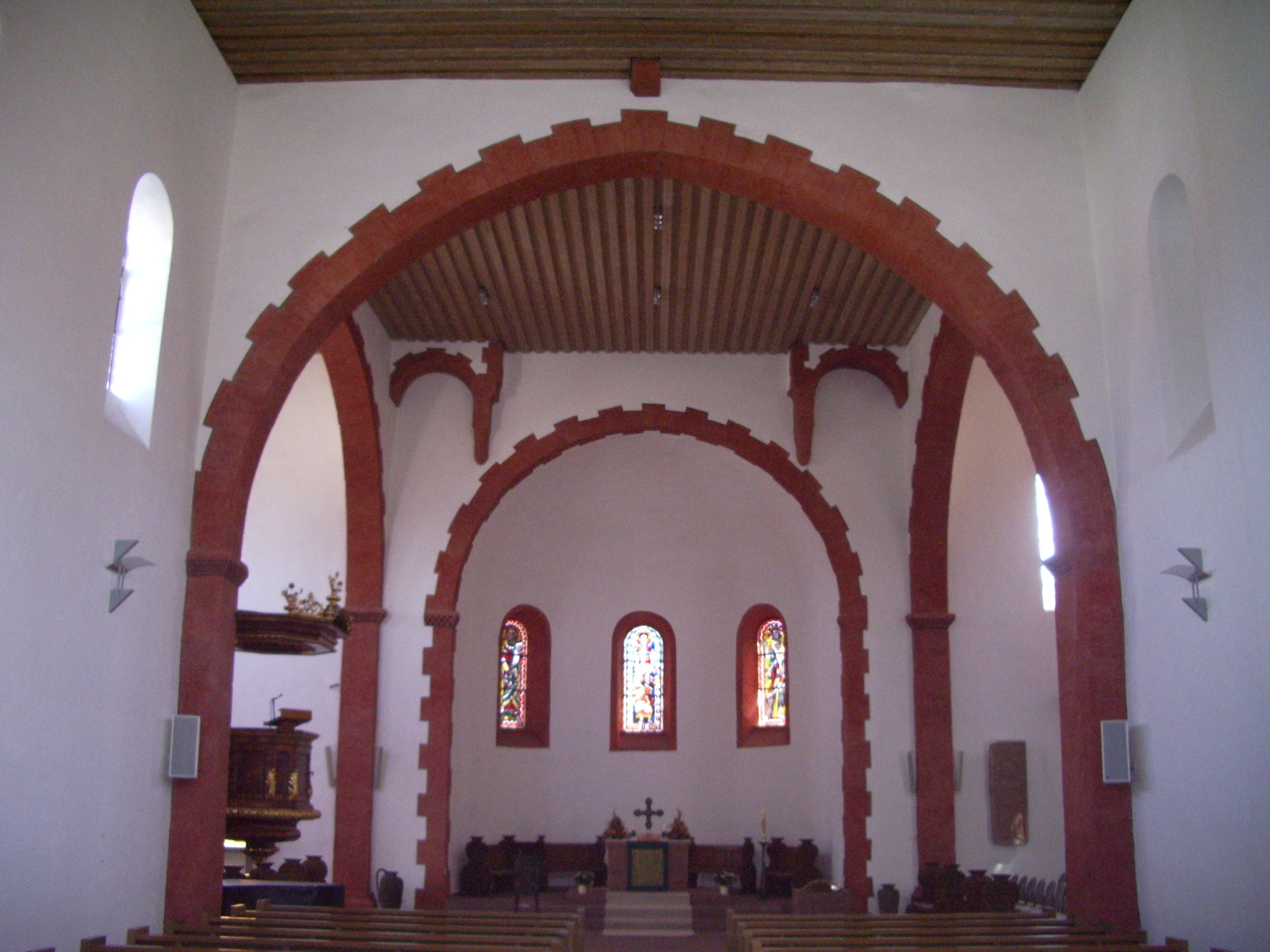
Saalkirche in Ingelheim, Vierung

- Saalkirche in Ingelheim, (ab) 2. Hälfte 10. Jh., erneuert um 1160, für Krönungszeremonien an der Pfalz Ingelheim, heute flache Holzdecke
- Stiftskirche Kyllburg, Bauzeit 1278 bis frühes 14. Jh., Kanonikerstift bis 1802, gotische Kreuzrippengewölbe
- Konstantinbasilika in Trier, etwa 305–311 als Palastaula errichtet, seit 1198 Residenz (!) des Erzbischofs, zeitweise Burg mit Innenhof, 1844–1856 Rekonstruktion als evangelische Kirche mit klassizistischer Ausstattung (Stüler), 1954–1956 Wiederaufbau ohne Klassizismus
- Dreifaltigkeitskirche in Worms, beim Wiederaufbau der Stadt nach dem Pfälzischen Erbfolgekrieg 1709 barocker Neubau, nach dem 2. WK innen in moderner Anwandlung historischer Rippengewölbe, siehe Panorama[9]

#### Sachsen

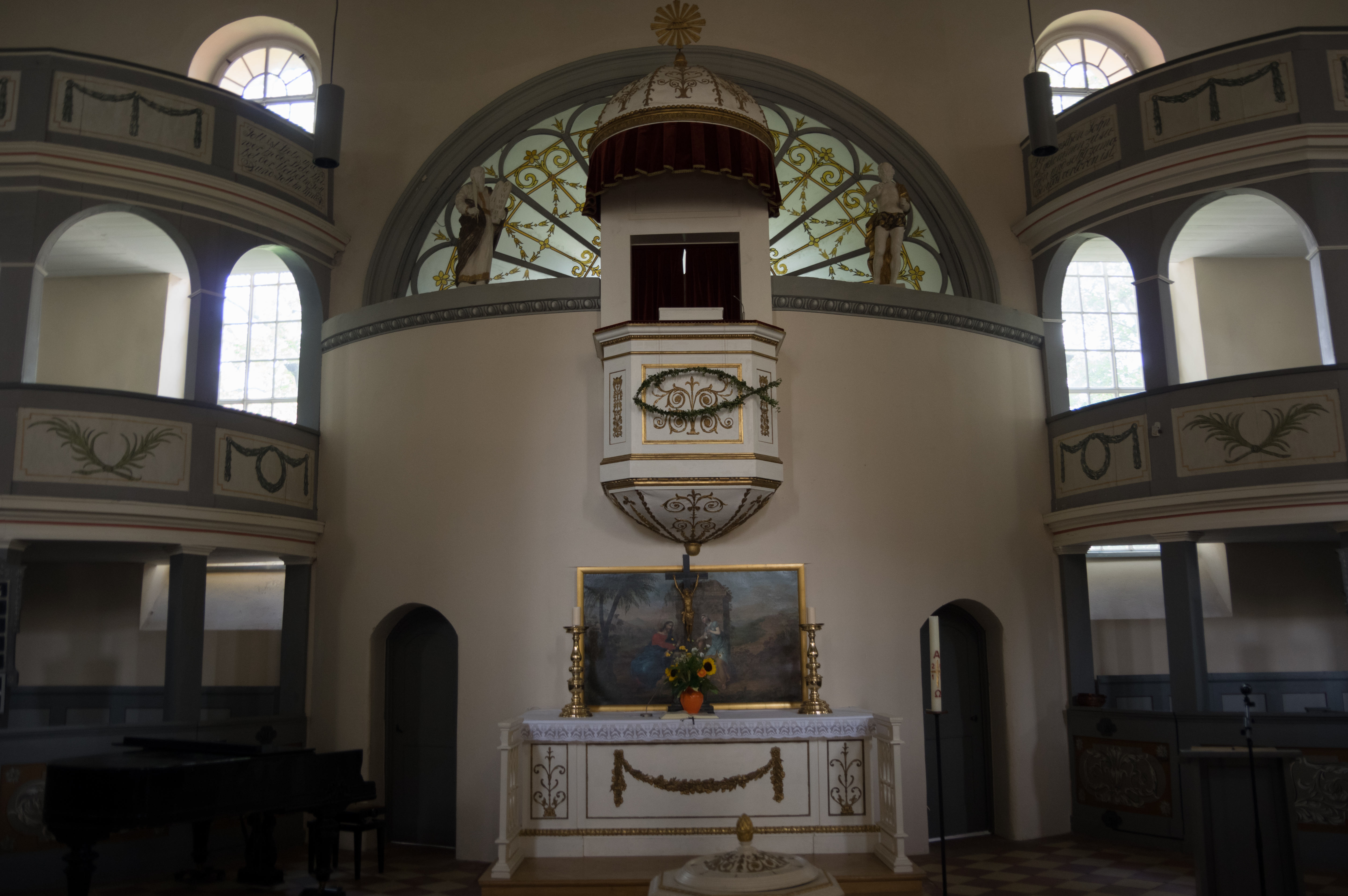
Stadtkirche Bad Düben, Kanzelaltar

- Christuskirche in Dresden-Strehlen, Jugendstil
- Stadtkirche St. Nikolai in Bad Düben, Kern romanisch, nach Brand von 1661 als Querkirche wiederhergestellt, Arkadenbögen unter den oberen Emporen
- Ev.-luth. Kirche zu Friedersdorf (Spree), Ortsteil der Stadt Neusalza-Spremberg, Landkreis Görlitz

### Österreich
- Pfarrkirche Obritzberg, Niederösterreich

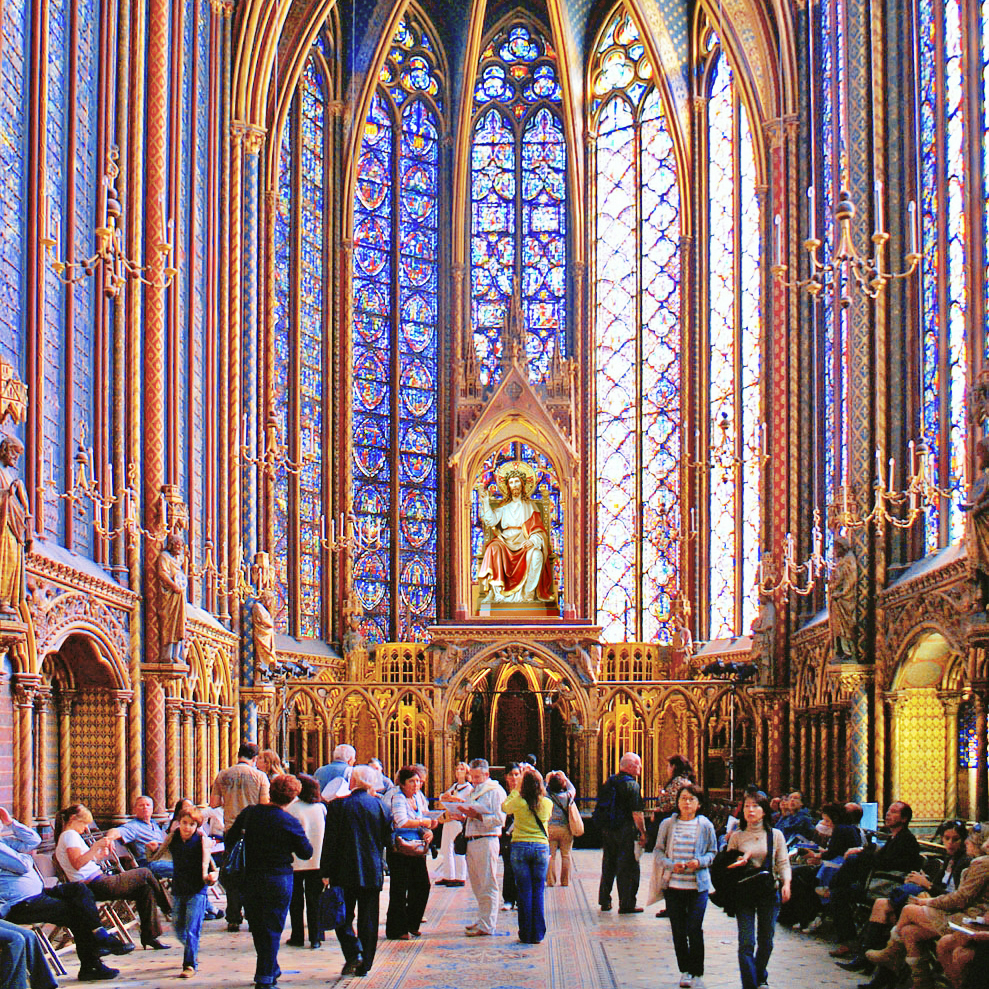
Sainte-Chapelle in Paris, Oberkirche. Die Unterkirche ist eine Hallenkirche.

- Pfarrkirche Stainach, Steiermark

### Schweiz
- Kapelle St. Agatha Disentis
- Reformierte Kirche Elgg, Kanton Zürich

### Frankreich
- Kathedrale von Albi, gotischer Abseitensaal
- Kathedrale Saint-Maurice von Angers, einschiffige Kreuzkirche mit domikalen Kreuzrippengewölben
- Kathedrale Saint-Léonce von Fréjus
- Sainte-Chapelle der Conciergerie von Paris, oberer der beiden Kirchenräume
- Kathedrale von Mirepoix, Kirchenschiff in gotischen Formen 21,40 m breit, aber erst 1860 eingewölbt

### Spanien
Der Osten Spaniens, d. h. Katalonien und das Land Valencia, weisen eine Häufung von Abseitensälen auf, zumeist mit basilikalem Querschnitt, also Obergaden oberhalb der Arkaden, mit denen die Kapellen anschließen.
- Kathedrale von Girona, s. o.
- Los Juanes del Mercado in Valencia, Kern gotisch, massiv barockisiert
- San Miguel de los Reyes in Valencia, Renaissance

### Vereinigtes Königreich

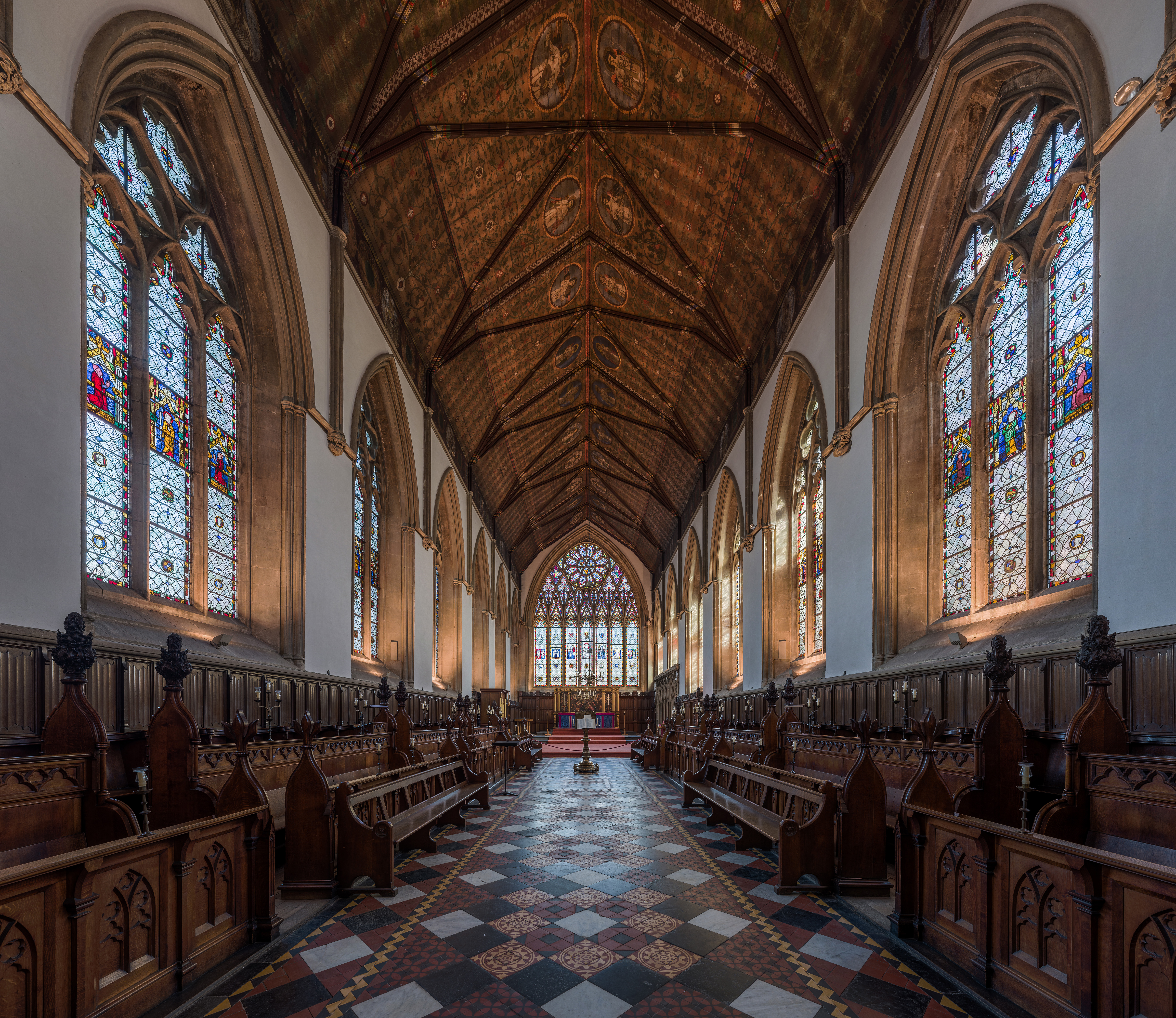
Merton College Chapel, Oxford

#### England
Berühmte und oft ziemlich große einschiffige Kirchen sind die College Chapels der Universitäten in Oxford und Cambridge:
- King’s College Chapel in Cambridge, 1446–1415, Perpendicular Style
- Kapelle des Merton College in Oxford, Perpendicular Style
- Kapelle des Trinity College (Oxford), Renaissance

### Norwegen

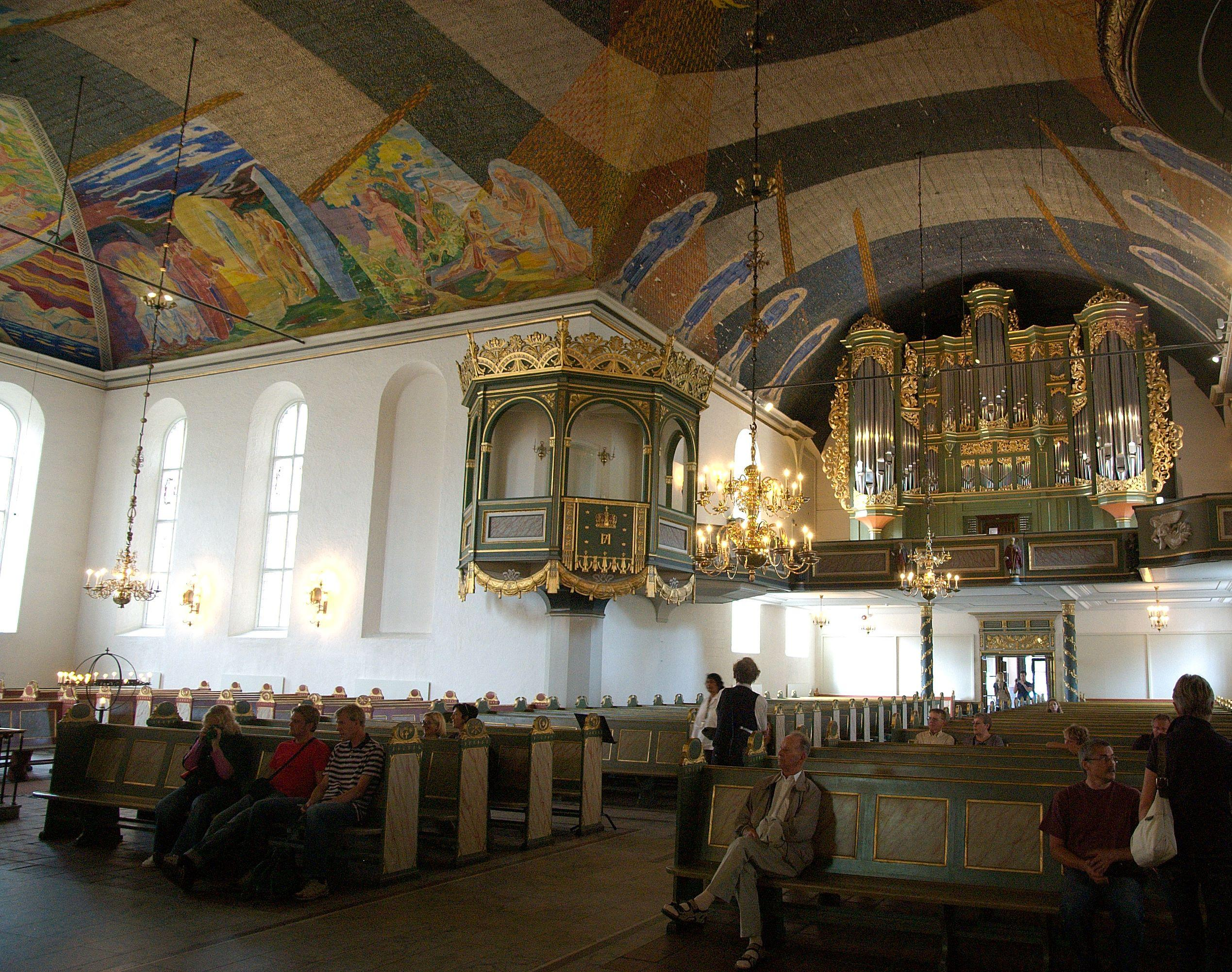
Osloer Dom, kreuzförmige Saalkirche

- Osloer Dom

### Finnland
Eleonoran kirkko · Eleonora kyrka (Commons Category) in Kristinestad, Beispiel einer Stützpfeilerkirche

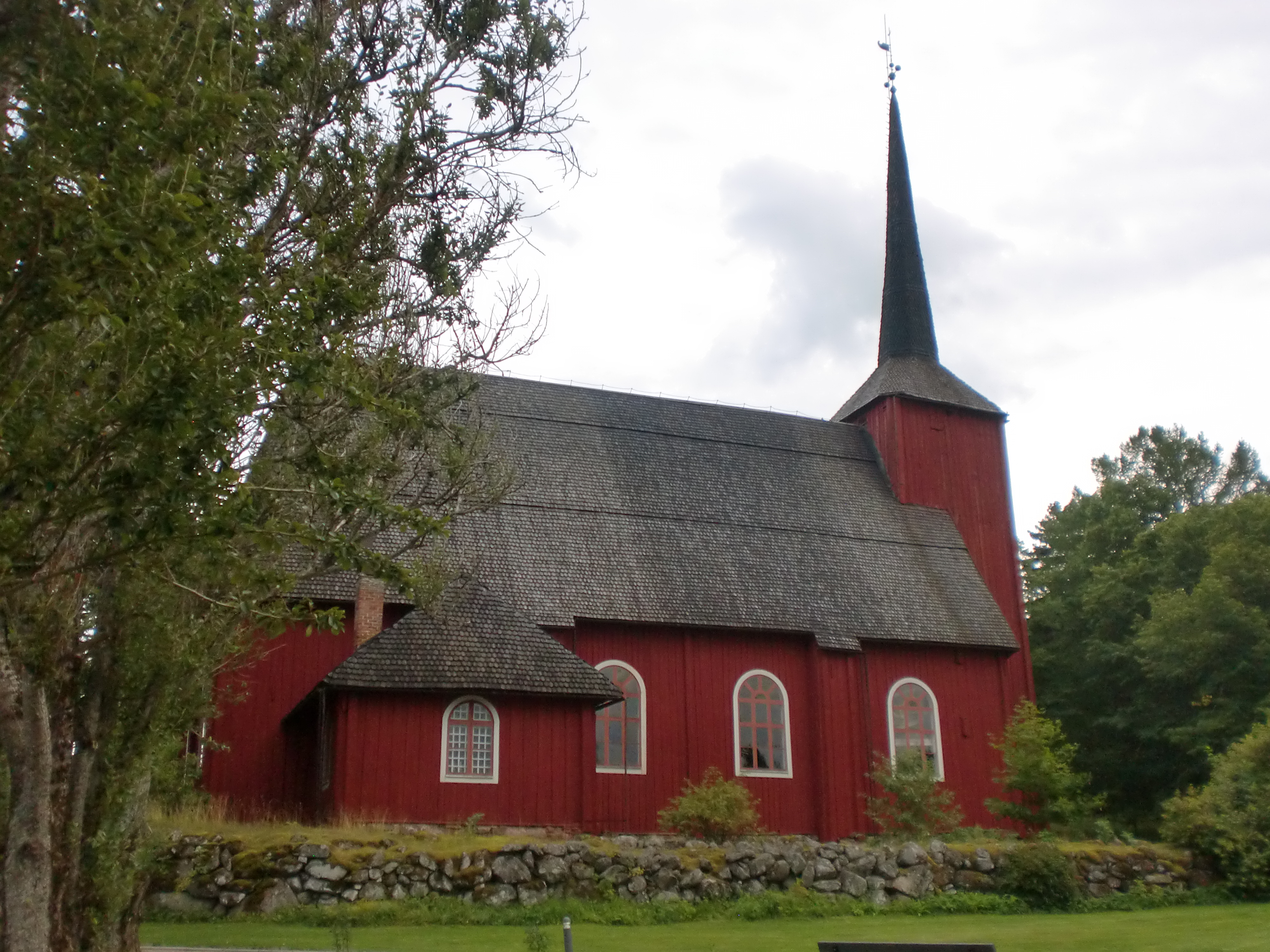
Eleonora Kyrka außen mit Sakristei und Stützpfeilern
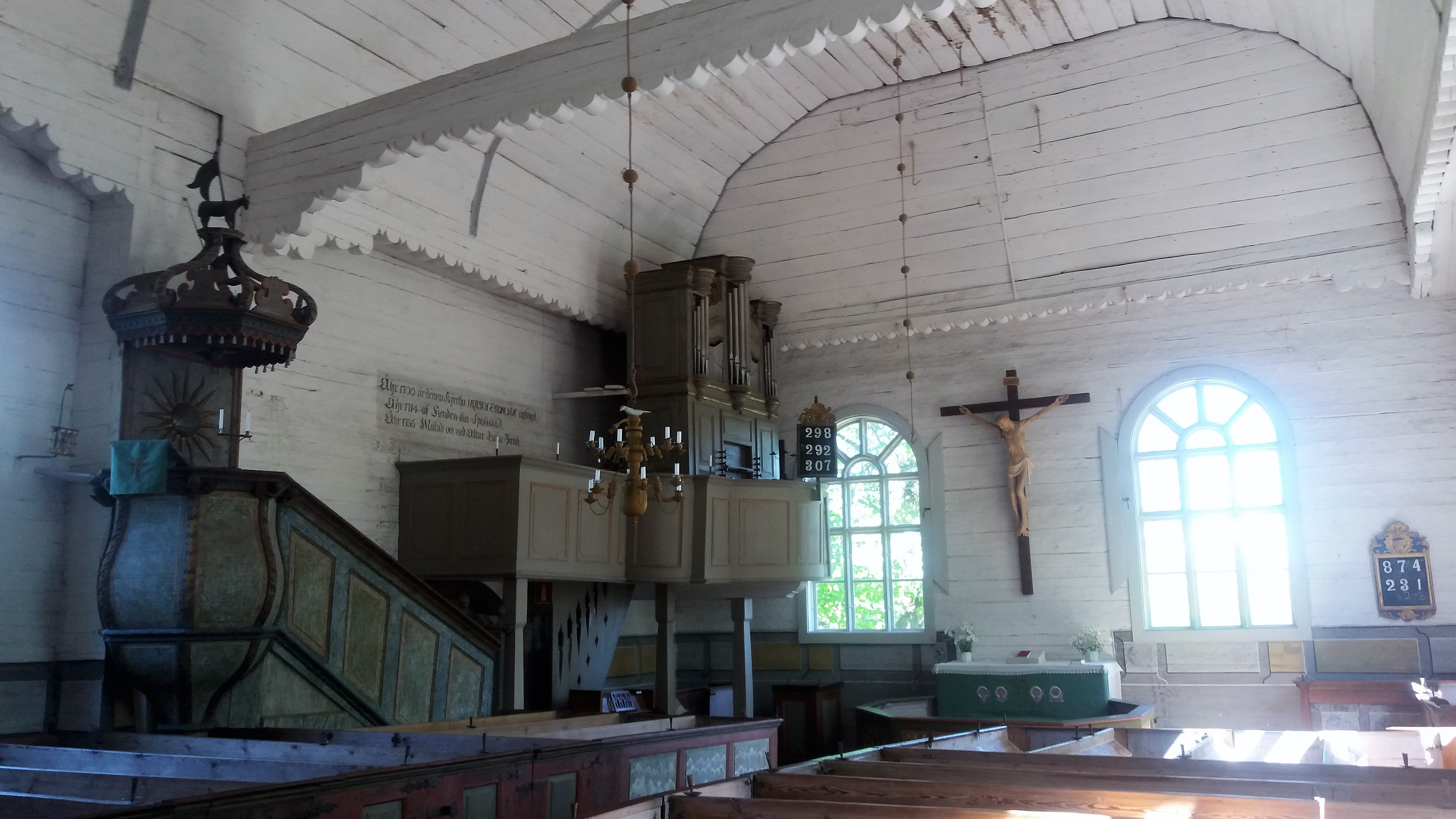
Stützpfeiler bei der Kanzel mit Zugankern in Traufenhöhe